# Nathan De Cat
Nathan De Cat (Vilvoorde, provincia del Brabante Flamenco, 19 de julio de 2008) es un futbolista belga. Juega de pivote y su equipo actual es el Royal Sporting Club Anderlecht de la Primera División de Bélgica.

## Trayectoria
Comenzó a jugar al fútbol en Mechelen durante 2014, al año siguiente se unió a la escuela de fútbol Act2Prevent y continuó su desarrollo infantil.
En 2018 se incorporó a las divisiones formativas de Anderlecht y fue escalando en las diferentes categorías. El 10 de octubre de 2023 se anunció que firmó su primer contrato profesional con el club, a sus 15 años, hasta junio de 2025.
Para la segunda mitad de la temporada 2023-24 fue ascendido a la reserva del club, RSCA Futures. Debutó como profesional el 2 de febrero de 2024, el entrenador Reedijk lo colocó de titular para enfrentar a SL16 y ganaron 0-1. Disputó su primer encuentro oficial con 15 años y la camiseta número 74, se convirtió en el segundo futbolista más joven del profesionalismo belga. En su primera temporada tuvo buena participación y jugó 10 partidos con la reserva.
Fue ascendido al plantel principal y realizó la pretemporada 2024-25. Debutó en un amistoso el 26 de junio de 2024, jugaron contra Tubize, que tuvo como jugador invitado a Eden Hazard, ganaron 1-4. Estuvo presente en otros amistosos pero se mantuvo sumando minutos con la reserva del club al inicio de la temporada. El 27 de septiembre firmó una extensión de contrato, hasta 2027.
Su debut oficial con Anderlecht se produjo el 20 de febrero de 2025, el entrenador David Hubert lo hizo ingresar al final del partido contra el Fenerbahçe de Mourinho, empataron 2-2 por Europa League. El 1 de mayo convirtió su primer gol en la máxima categoría del fútbol belga, en lo que fue el triunfo 1-3 frente a Antwerp.

## Selección nacional
Ha sido internacional con la selección de fútbol de Bélgica en las categorías juveniles sub-15, sub-17 y sub-19.

## Estadísticas

### Clubes
Actualizado al último partido disputado el 1 de mayo de 2025.
| Club                     | Div.          | Temporada     | Liga  | Liga  | Liga   | Copas nacionales | Copas nacionales | Copas nacionales | Copas internacionales | Copas internacionales | Copas internacionales | Total | Total | Total  |
| Club                     | Div.          | Temporada     | Part. | Goles | Asist. | Part.            | Goles            | Asist.           | Part.                 | Goles                 | Asist.                | Part. | Goles | Asist. |
| ------------------------ | ------------- | ------------- | ----- | ----- | ------ | ---------------- | ---------------- | ---------------- | --------------------- | --------------------- | --------------------- | ----- | ----- | ------ |
| RSCA Futures · Bélgica   | 2.ª           | 2023-24       | 10    | 0     | 0      | —                | —                | —                | —                     | —                     | —                     | 10    | 0     | 0      |
| RSCA Futures · Bélgica   | 2.ª           | 2024-25       | 23    | 3     | 4      | —                | —                | —                | —                     | —                     | —                     | 23    | 3     | 4      |
| RSCA Futures · Bélgica   | Total club    | Total club    | 33    | 3     | 4      | 0                | 0                | 0                | 0                     | 0                     | 0                     | 33    | 3     | 4      |
| RSC Anderlecht · Bélgica | 1.ª           | 2024-25       | 5     | 1     | 0      | 0                | 0                | 0                | 1                     | 0                     | 0                     | 6     | 1     | 0      |
| RSC Anderlecht · Bélgica | 1.ª           | 2025-26       | 0     | 0     | 0      | -                | -                | -                | -                     | -                     | -                     | 0     | 0     | 0      |
| RSC Anderlecht · Bélgica | Total club    | Total club    | 5     | 1     | 0      | 0                | 0                | 0                | 1                     | 0                     | 0                     | 6     | 1     | 0      |
| Total carrera            | Total carrera | Total carrera | 38    | 4     | 4      | 0                | 0                | 0                | 1                     | 0                     | 0                     | 39    | 4     | 4      |
| 1. 2.                    |               |               |       |       |        |                  |                  |                  |                       |                       |                       |       |       |        |

### Selección
Actualizado al último partido disputado el 29 de mayo de 2025.
| Selección         | Temporada         | Continental | Continental | Continental | Mundial | Mundial | Mundial | Amistosos | Amistosos | Amistosos | Total | Total | Total  |
| Selección         | Temporada         | Part.       | Goles       | Asist.      | Part.   | Goles   | Asist.  | Part.     | Goles     | Asist.    | Part. | Goles | Asist. |
| ----------------- | ----------------- | ----------- | ----------- | ----------- | ------- | ------- | ------- | --------- | --------- | --------- | ----- | ----- | ------ |
| Sub-15 · Bélgica  | 2023              | —           | —           | —           | —       | —       | —       | 4         | 0         | 0         | 4     | 0     | 0      |
| Sub-15 · Bélgica  | Total sel.        | 0           | 0           | 0           | 0       | 0       | 0       | 4         | 0         | 0         | 4     | 0     | 0      |
| Sub-17 · Bélgica  | 2023-24           | 3           | 0           | 0           | —       | —       | —       | 2         | 0         | 0         | 3     | 0     | 0      |
| Sub-17 · Bélgica  | 2024-25           | 7           | 2           | 0           | —       | —       | —       | 2         | 0         | 0         | 9     | 2     | 0      |
| Sub-17 · Bélgica  | Total sel.        | 10          | 2           | 0           | 0       | 0       | 0       | 4         | 0         | 0         | 14    | 2     | 0      |
| Sub-19 · Bélgica  | 2024-25           | 2           | 0           | 0           | —       | —       | —       | 2         | 0         | 0         | 4     | 0     | 0      |
| Sub-19 · Bélgica  | Total sel.        | 2           | 0           | 0           | 0       | 0       | 0       | 2         | 0         | 0         | 4     | 0     | 0      |
| Total selecciones | Total selecciones | 12          | 2           | 0           | 0       | 0       | 0       | 10        | 0         | 0         | 22    | 2     | 0      |
| 1.                |                   |             |             |             |         |         |         |           |           |           |       |       |        |

## Palmarés

### Distinciones individuales
| Distinción                                                             | Año  |
| ---------------------------------------------------------------------- | ---- |
| Parte del equipo del torneo del Campeonato de Europa Sub-17 de la UEFA | 2025 |